# Óe Szueo
Óe Szueo (japánul: 大江 季雄; Maizuru, 1914. augusztus 2. – Luzon közelében, 1941. december 24.) olimpiai bronzérmes japán atléta. Rúdugróként versenyzett, az 1936-os berlini olimpián holtversenyben végzett honfitársával, Nisida Suhejjel. A szervezők a két atlétára bízták az érmek elosztását, Nisida lett az ezüstérmes. Hazatérve a két rúdugró egy japán ékszerésszel kettévágatta érmeit, és ötvöztetve őket mindketten az örök barátság érmeit viselték.
Korábban két érmet szerzett még nemzetközi versenyeken: 1934-ben Manilában győzött a Távolkeleti Játékokon (3,96 m), 1935-ben Budapesten az Universiade elődjének számító Világ Diák Játékokon Nisida mögött második lett (4,10 m).
Óe a második világháborúban a japán hadseregben szolgált, halála egy az amerikaiakkal folytatott csatában érte.